# Triaspis graeca
Triaspis graeca är en stekelart som beskrevs av Papp 2003. Triaspis graeca ingår i släktet Triaspis och familjen bracksteklar. Inga underarter finns listade i Catalogue of Life.